# Julia Schlecht
Julia Schlecht (Herdecke, 16 mars 1980) est une volleyeuse allemande. 

## Carrière
Elle dispute avec l'équipe d'Allemagne féminine de volley-ball les Jeux olympiques d'été de 2004. Elle est médaillée de bronze au Championnat d'Europe féminin de volley-ball 2003.